# Adneella
Adneella is een geslacht van wantsen uit de familie van de Miridae (Blindwantsen). Het geslacht werd voor het eerst wetenschappelijk beschreven door Carvalho in 1960.

## Soorten
Het genus bevat de volgende soorten:

- Adneella agripinoi Carvalho, 1988
- Adneella amazonica Carvalho, 1989
- Adneella carioca Carvalho, 1985
- Adneella columbiensis (Carvalho & Gomes, 1971)
- Adneella distincta (Carvalho, 1945)
- Adneella osunai Carvalho, 1989
- Adneella panamensis Carvalho & Schaffner, 1985
- Adneella putumaia Carvalho, 1989